# De Wakkere Burger
De Wakkere Burger is een Vlaamse organisatie die zich inzet voor burgerparticipatie en (lokale) democratie. De organisatie werkt rond inspraak, interactief bestuur, coproductie van het beleid, burgerschapsvorming en lokale politiek en richt zich tot onder andere gemeentelijke adviesraden, burgercomités, verenigingen, lokale besturen en geëngageerde burgers.

## Geschiedenis
De wortels van De Wakkere Burger liggen in het volkshogeschoolwerk van de Stichting Lodewijk de Raet. Vanaf 1965 begon deze vormingsinstelling een project om het gemeentelijk cultuurbeleid te moderniseren. De culturele verenigingen zouden gaan samenwerken in een culturele raad om het gemeentebestuur te adviseren over het cultuurbeleid. Vrij spoedig ontstonden in de meeste Vlaamse gemeenten een waaier aan inspraakorganen (bijvoorbeeld cultuur-, jeugd-, milieu-, wijk- en buurtraden) en andere initiatieven. Meer en meer weerklonk de roep naar een burgergerichte democratisering van het lokale bestuur.
In de aanloop van de gemeenteraadsverkiezingen van 1982 werd daarom besloten om een sensibiliseringscampagne voor meer inspraak en participatie op te starten onder de naam De Wakkere Burger. Na de gemeenteraadsverkiezingen werd de noodzaak van een permanent professioneel ondersteuningscentrum ingezien en zo werd in 1983 de De Wakkere Burger opgericht als autonome organisatie, als vereniging zonder winstoogmerk (vzw). 
Sindsdien ontwikkelde De Wakkere Burger diverse activiteiten zoals studiedagen, vormingsactiviteiten, begeleiding van inspraakprojecten (o.a. bij ruimtelijke planning), studiewerk (o.a. voorbereiding van de wet Openbaarheid van bestuur) en publicaties (zoals het tijdschrift TerZake).
De Wakkere Burger wordt gesubsidieerd door de Vlaamse overheid als 'sociaal-culturele organisatie'. De organisatie zet zich in voor de verspreiding van innovatieve participatievormen (zoals gelote burgerpanels en budgetparticipatie) en de dynamisering van lokale adviesraden. In de periode rond de (lokale verkiezingen) begeleidt De Wakkere Burger informatiesessies over werking van verkiezingen en politieke instellingen. Er wordt meegewerkt aan initiatieven rond stemrecht zoals de campagne 'Ik Stem Ook' voor de registratie van niet-Belgische kiezers.